# Deutsches Museum (Berlin)
Das ehemalige Deutsche Museum oder „Museum für ältere deutsche Kunst“ in Berlin war von 1930 bis 1939 eines der Museen der Staatlichen Museen zu Berlin. Es beherbergte einen Teil der Berliner Gemäldegalerie sowie der Skulpturensammlung. Nach dem Willen des Generaldirektors der Museen, Wilhelm von Bode, sollte es die deutschen Kunstwerke im Besitz der Berliner Museen an einem Ort zusammenführen. Das Deutsche Museum war seit 1906 für den Nordflügel des heutigen Pergamonmuseums vorgesehen und wurde dort seit 1926 eingerichtet. 1930 wurden die Räume erstmals für Publikum eröffnet. Zu Beginn des Zweiten Weltkriegs 1939 wurde das Museum geschlossen. Nach dem Zweiten Weltkrieg wurden die Räume in der DDR bis 1958 für die Gemälde- und Skulpturensammlung genutzt, das Museum selbst aber nicht wieder eingerichtet.

## Geschichte

### Planung
Schon bei der Eröffnung des als Renaissance-Museums geplanten Kaiser-Friedrich-Museums (heute: Bodemuseum) 1904 war klar, dass der Ausstellungsraum nicht ausreichen würde, um alle Kunstwerke der seit den 1880er Jahren erheblich angewachsenen Skulpturensammlung und der Gemäldegalerie präsentieren zu können. Deswegen plante der 1906 neu berufene Generaldirektor Wilhelm von Bode einen Erweiterungsbau, das heutige Pergamonmuseum, das neben dem Deutschen Museum von Anfang an noch zwei weitere Museen beherbergen sollte.  Bode beauftragte den bedeutenden Reformarchitekten Alfred Messel 1907 mit der Aufgabe. In einer Denkschrift formulierte er 1907 das Ziel des Deutschen Museums:

„Ein solches soll durch seinen Inhalt und seine Aufstellung den Grundcharakter der deutschen Kunst und den Zusammenhang ihrer verschiedenen Entwicklungsstadien klarlegen, soll den Genuß daran und das Verständnis dafür fördern, und zwar in ganz anderer Weise, als es bisher möglich war. Es soll dadurch zugleich die Erforschung der deutschen Kunstgeschichte unterstützen und der bisher nur kümmerlich bedachten Publikation ihrer Monumente, die mit der Bildung des Museums Hand in Hand gehen muß, zu Hilfe kommen.“

1907 wurden die Pläne Kaiser Wilhelm II. vorgelegt, Anfang 1908 vom Preußischen Abgeordnetenhaus genehmigt. Der Nordflügel des Neubaus sollte für das Deutsche Museum reserviert sein. Messel starb 1909, doch sein enger Freund Ludwig Hoffmann übernahm die Ausführungsplanung. Diese wurden ab 1910 realisiert, aber erst 1930 konnten der Bau eröffnet werden. Zwischenzeitlich war das Projekt jedoch bereits Gegenstand zahlreicher museumspolitischer Debatten. Obwohl auch Bodes Nachfolger in seiner Funktion als Direktor der Abteilung der Bildwerke, Theodor Demmler, die Pläne eines Deutschen Museums unterstützte, wurde das Projekt immer wieder in Frage gestellt. Gestritten wurde vor allem um die Fragen, welche Kunstwerke im Museum Aufstellung finden sollten und ob die Skulpturen besser als Gipsabgüsse anhand von Beispielen die Stilentwicklungen deutscher Kunst verdeutlichen, oder die vorhandenen Originale nach ästhetischen Gesichtspunkten arrangiert werden sollten. Im Guten wie im Schlechten wurde das geplante Museum daher immer wieder mit dem Pariser Trocadéro verglichen, das bis 1937 das Musée des Monuments français beherbergte.

### Einrichtung
Bei der Eröffnung zeigte das Deutsche Museum schließlich sowohl Originale wie auch Gipsreproduktionen. Nach dem Vorbild des Kaiser-Friedrich-Museums wurden auf zwei Geschossen altdeutsche, altniederländische und die frühen französischen Kunstwerke gezeigt. Um die Gemälde und Skulpturen im richtigen Ambiente präsentieren zu können, sollten die Räume ursprünglich mit stilraumartigen Interieurs versehen werden, doch mussten die nach Plänen von German Bestelmayer seit 1916 eingebauten gotischen und romanischen Gewölbe im Hauptgeschoss nach einem Beschluss des Preußischen Abgeordnetenhauses 1926 wieder herausgerissen werden. Stattdessen entstanden nun schlichtere, abstraktere Räume, die aber gleichfalls nach Stilen geordnet waren.
Im Sockelgeschoss wurden die Studiensammlung der Skulpturensammlung gezeigt, im Hauptgeschoss in den zur Stadtbahn hin gelegenen Sälen 2 bis 5 die Mittelaltersammlung, in der zum Innenhof hin gelegenen „Gipsgalerie“ die Abgusssammlung mit Abformungen bedeutender deutscher Kunstwerke des Hohen Mittelalters und der Renaissance. Im Obergeschoss waren originale deutsche Kunstwerke der Renaissance bis zum Frühklassizismus zu sehen, unter anderem Werke von Multscher, Baldung Grien, Cranach d. Ä., Tilman Riemenschneider, Gerhaerd von Leyden, Antoine Pesne und das Merseburger Kabinett. In Oberlichtkabinetten wurden die Gemälde Albrecht Dürers, Albrecht Altdorfers und Hans Holbein d. J. gezeigt sowie die Altniederländer-Galerie mit Werken von Jan van Eyck – dessen seit 1821 in Berlin befindliches Hauptwerk allerdings, die Tafeln vom Genter Altar, nach den Bestimmungen des Versailler Vertrag 1920 an Belgien ausgeliefert werden mussten – Roger van der Weyden, Jan van Scorel, Quentin Massys und Pieter Breughel. In weiteren drei Kabinetten war die 1918 den Museen geschenkte Sammlung von James Simon ausgestellt.

#### AusstellungSport der Hellenen1936
Anlässlich der Olympischen Sommerspiele 1936 in Berlin wurde im Deutschen Museum vom 29. Juli bis 16. August 1936 die Ausstellung Sport der Hellenen veranstaltet, mit Bronze-Kopien zahlreicher antiker Statuen, darunter die von der Gießerei Sperlich in Berlin gegossene Statue „Gott vom Kap Artemision [Poseidon]“ (diese war im Oktober 1935 bereits im Alten Museum präsentiert worden).

### Schließung
1939 wurde das Deutsche Museum mit dem Beginn des Zweiten Weltkriegs wie alle anderen Staatlichen Museen Berlins geschlossen. Nach dem Krieg gelangten große Teile der Sammlungen zunächst nach Moskau und Leningrad, doch auch nach deren Rückkehr 1958/59 in die DDR wurde das Deutsche Museum nicht wieder eingerichtet. Es hatte sich ideologisch überholt, zudem befanden sich wichtige Bestände wie die Altniederländer-Sammlung der Berliner Gemäldegalerie in West-Berlin und wurden dort in Dahlem gezeigt. Die Räume im Nordflügel des Pergamonmuseums wurden nach dem Zweiten Weltkrieg von der Antikensammlung, der Ostasiatischen Abteilung und dem Museum für deutsche Volkskunde genutzt.

## Aktuelle Situation
Im Rahmen der Umbauarbeiten im Pergamonmuseum wird das Museum für Islamische Kunst in den Nordflügel umziehen, in dem bis zum Zweiten Weltkrieg das Deutsche Museum untergebracht war.